# Liga de Voleibol Superior Masculino 2016-2017
La Liga de Voleibol Superior Masculino 2016-2017 si è svolta dal 20 ottobre 2016 al 1º febbraio 2017: al torneo hanno partecipato 8 franchigie portoricane e la vittoria finale è andata per la quarta volta, la seconda consecutiva, ai Mets de Guaynabo.

## Regolamento
È prevista una regular season in cui le otto squadre partecipanti si affrontano fino ad un totale di venti incontri, al termine dei quali le prime sei classificate accedono ai play-off scudetto:
- ai quarti di finale le sei squadre vengono divise in due gironi da tre squadre ciascuno, affrontandosi in un doppio round-robin;
- le prime due classificate dei due gironi dei quarti di finale si incrociano alle semifinali, giocate al meglio delle sette gare;
- le formazioni vincenti alle semifinali si affrontano in finale, giocando nuovamente al meglio delle sette gare.

## Squadre partecipanti
Al campionato di Liga de Voleibol Superior Masculino 2016-2017 hanno partecipato otto franchigie, una delle quali, i Cariduros de Fajardo, reduci da una stagione di inattività; una franchigia avente diritto, i Capitanes de Arecibo, ha scelto di non iscriversi e saltare la stagione; una franchigia, i Patriotas de San Juan, debutta nel torneo dopo l'acquisto del titolo dei Patriotas de Lares.
| Club                     | Stagione | Città         | Impianto                         | Stagione precedente                            |
| ------------------------ | -------- | ------------- | -------------------------------- | ---------------------------------------------- |
| Caribes de San Sebastián | dettagli | San Sebastián | Coliseo Luis Aymat Cardona       | 1ª in LVSM, quarti di finale play-off scudetto |
| Cariduros de Fajardo     | dettagli | Fajardo       | Coliseo Tomás Dones              | Non iscritti in LVSM                           |
| Changos de Naranjito     | dettagli | Naranjito     | Coliseo Gelito Ortega            | 7ª in LVSM                                     |
| Gigantes de Carolina     | dettagli | Carolina      | Coliseo Guillermo Angulo         | 5ª in LVSM, finale play-off scudetto           |
| Indios de Mayagüez       | dettagli | Mayagüez      | Palacio de Recreación y Deportes | 4ª in LVSM, quarti di finale play-off scudetto |
| Mets de Guaynabo         | dettagli | Guaynabo      | Coliseo Mario Morales            | 2ª in LVSM, Campioni di Porto Rico             |
| Patriotas de San Juan    | dettagli | San Juan      | Coliseo Roberto Clemente         | -                                              |
| Plataneros de Corozal    | dettagli | Corozal       | Coliseo Carmen Zoraida Figueroa  | 6ª in LVSM, semifinali play-off scudetto       |

## Campionato

### Regular season
| Risultati |                           |     |                                   |
|           |                           |     |                                   |
| 20-10     | San Juan - San Sebastián  | 3-1 | 26-24, 25-16, 22-25, 25-22        |
| 20-10     | Fajardo - Naranjito       | 3-2 | 26-28, 17-25, 25-18, 26-24, 15-12 |
| 21-10     | Carolina - Mayagüez       | 2-3 | 25-20, 25-21, 22-25, 23-25, 10-15 |
| 22-10     | San Sebastián - Fajardo   | 3-0 | 25-22, 25-17, 25-21               |
| 22-10     | Naranjito - San Juan      | 3-1 | 25-18, 25-20, 12-25, 25-18        |
| 23-10     | Corozal - Carolina        | 3-1 | 32-30, 20-25, 25-22, 25-17        |
| 23-10     | Mayagüez - Guaynabo       | 3-2 | 25-18, 21-25, 25-19, 18-25, 15-12 |
| 27-10     | Mayagüez - Corozal        | 3-0 | 25-19, 25-23, 25-17               |
| 27-10     | Naranjito - San Sebastián | 2-3 | 25-19, 17-25, 28-26, 26-28, 10-15 |
| 28-10     | Guaynabo - San Juan       | 1-3 | 16-25, 18-25, 29-27, 21-25        |
| 28-10     | Carolina - Fajardo        | 3-2 | 27-25, 25-22, 15-25, 14-25, 16-14 |
| 29-10     | San Sebastián - Mayagüez  | 0-3 | 20-25, 24-26, 22-25               |
| 29-10     | Corozal - Naranjito       | 3-2 | 25-20, 26-28, 29-27, 16-25, 15-12 |
| 30-10     | Fajardo - San Juan        | 0-3 | 16-25, 20-25, 21-25               |
| 30-10     | Guaynabo - Carolina       | 3-1 | 25-22, 23-25, 25-19, 25-15        |
| 02-11     | San Juan - Carolina       | 3-0 | 25-13, 25-23, 25-23               |
| 02-11     | Naranjito - Mayagüez      | 3-0 | 25-23, 25-14, 25-21               |
| 02-11     | San Sebastián - Corozal   | 3-2 | 25-20, 17-25, 22-25, 25-23, 15-9  |
| 03-11     | Carolina - Guaynabo       | 0-3 | 22-25, 21-25, 28-30               |
| 03-11     | Fajardo - San Juan        | 3-1 | 29-27, 17-25, 25-23, 27-25        |
| 03-11     | Corozal - Mayagüez        | 1-3 | 22-25, 25-19, 22-25, 22-25        |
| 04-11     | Naranjito - San Sebastián | 0-3 | 22-25, 23-25, 23-25               |
| 04-11     | Fajardo - Guaynabo        | 1-3 | 25-18, 24-26, 18-25, 16-25        |
| 06-11     | Guaynabo - Corozal        | 3-1 | 25-22, 25-16, 23-25, 25-20        |
| 10-11     | San Sebastián - San Juan  | 2-3 | 22-25, 25-23, 25-14, 22-25, 7-15  |
| 10-11     | Naranjito - Fajardo       | 1-3 | 26-24, 17-25, 19-25, 23-25        |
| 10-11     | Carolina - Corozal        | 3-0 | 25-15, 25-23, 25-22               |
| 11-11     | Guaynabo - Mayagüez       | 0-3 | 19-25, 17-25, 25-27               |
| 12-11     | Fajardo - San Sebastián   | 3-2 | 23-25, 25-15, 25-23, 21-25, 15-12 |
| 12-11     | San Juan - Naranjito      | 2-3 | 25-21, 16-25, 22-25, 25-19, 11-15 |
| 13-11     | Mayagüez - Carolina       | 3-0 | 25-20, 25-23, 25-13               |
| 13-11     | Corozal - Guaynabo        | 3-1 | 17-25, 25-21, 25-23, 25-20        |
| 17-11     | Corozal - San Juan        | 0-3 | 13-25, 24-26, 20-25               |
| 17-11     | Mayagüez - Fajardo        | 3-0 | 25-17, 25-19, 25-16               |
| 18-11     | San Sebastián - Carolina  | 3-0 | 25-23, 26-24, 25-18               |
| 18-11     | Guaynabo - Naranjito      | 3-2 | 20-25, 23-25, 25-21, 25-17, 16-14 |
| 19-11     | San Juan - Mayagüez       | 1-3 | 12-25, 20-25, 25-23, 28-30        |
| 19-11     | Fajardo - Corozal         | 3-1 | 20-25, 25-21, 25-17, 27-25        |
| 20-11     | Carolina - Naranjito      | 2-3 | 25-16, 18-25, 27-29, 25-19, 17-19 |
| 20-11     | Guaynabo - San Sebastián  | 1-3 | 20-25, 22-25, 25-23, 19-25        |

| Risultati |                           |     |                                   |
|           |                           |     |                                   |
| 23-11     | Carolina - San Juan       | 0-3 | 20-25, 22-25, 19-25               |
| 23-11     | Guaynabo - Fajardo        | 2-3 | 25-17, 23-25, 25-20, 18-25, 24-26 |
| 25-11     | Mayagüez - San Sebastián  | 2-3 | 25-19, 20-25, 22-25, 25-12, 10-15 |
| 25-11     | Naranjito - Corozal       | 3-2 | 21-25, 14-25, 25-23, 25-15, 15-10 |
| 25-11     | Guaynabo - Fajardo        | 2-3 | 25-22, 12-25, 25-22, 20-25, 15-17 |
| 26-11     | Carolina - San Juan       | 2-3 | 22-25, 25-22, 26-28, 25-22, 12-15 |
| 01-12     | San Juan - Corozal        | 3-0 | 25-17, 25-20, 25-21               |
| 01-12     | Fajardo - Mayagüez        | 0-3 | 20-25, 17-25, 19-25               |
| 02-12     | Naranjito - Carolina      | 3-1 | 25-20, 22-25, 25-21, 25-22        |
| 02-12     | San Sebastián - Guaynabo  | 3-2 | 29-27, 26-28, 27-25, 16-25, 15-7  |
| 03-12     | Mayagüez - San Juan       | 3-1 | 23-25, 25-22, 25-22, 25-18        |
| 03-12     | Corozal - Fajardo         | 3-0 | 25-20, 32-30, 28-26               |
| 04-12     | Carolina - San Sebastián  | 0-3 | 20-25, 22-25, 21-25               |
| 04-12     | Naranjito - Guaynabo      | 0-3 | 21-25, 14-25, 17-25               |
| 08-12     | San Juan - Guaynabo       | 3-1 | 21-25, 25-21, 14-25, 25-18        |
| 08-12     | Carolina - Fajardo        | 2-3 | 25-17, 21-25, 23-25, 27-25, 18-20 |
| 09-12     | San Sebastián - Mayagüez  | 3-1 | 25-21, 18-25, 25-21, 25-23        |
| 09-12     | Naranjito - Corozal       | 0-3 | 20-25, 27-29, 21-25               |
| 10-12     | San Juan - Carolina       | 3-0 | 25-18, 25-20, 25-20               |
| 10-12     | Fajardo - Guaynabo        | 2-3 | 25-16, 16-25, 25-22, 22-25, 12-15 |
| 11-12     | San Sebastián - Corozal   | 2-3 | 25-18, 27-29, 35-33, 23-25, 9-15  |
| 11-12     | Mayagüez - Naranjito      | 3-0 | 25-22, 25-18, 25-21               |
| 15-12     | San Juan - Fajardo        | 3-0 | 25-23, 25-19, 25-21               |
| 15-12     | Carolina - Guaynabo       | 0-3 | 20-25, 17-25, 18-25               |
| 16-12     | San Sebastián - Naranjito | 3-0 | 25-20, 25-17, 25-19               |
| 16-12     | Corozal - Mayagüez        | 2-3 | 25-19, 27-25, 18-25, 15-25, 12-15 |
| 17-12     | Guaynabo - San Juan       | 3-0 | 25-18, 25-17, 21-25, 22-25, 15-10 |
| 17-12     | Fajardo - Carolina        | 3-0 | 25-16, 25-19, 27-25               |
| 18-12     | Mayagüez - San Sebastián  | 3-2 | 21-25, 25-17, 19-25, 25-22, 15-13 |
| 18-12     | Corozal - Naranjito       | 3-1 | 31-29, 26-28, 25-22, 25-22        |
| 22-12     | Mayagüez - Corozal        | 3-2 | 25-22, 30-28, 22-25, 19-25, 15-10 |
| 23-12     | San Sebastián - Naranjito | 3-0 | 30-28, 25-20, 25-22               |
| 23-12     | Fajardo - Carolina        | 3-1 | 25-20, 15-25, 25-14, 25-17        |
| 23-12     | San Juan - Guaynabo       | 3-1 | 35-33, 18-25, 25-22, 25-22        |
| 28-12     | Corozal - San Sebastián   | 0-3 | 19-25, 23-25, 22-25               |
| 28-12     | Mayagüez - Naranjito      | 3-1 | 25-14, 19-25, 25-16, 25-22        |
| 29-12     | Guaynabo - Carolina       | 3-0 | 25-17, 25-22, 25-18               |
| 29-12     | San Juan - Fajardo        | 3-0 | 25-20, 25-23, 25-23               |
| 30-12     | Corozal - San Sebastián   | 2-3 | 21-25, 25-19, 21-25, 26-24, 9-15  |
| 30-12     | Naranjito - Mayagüez      | 3-1 | 33-35, 25-16, 26-24, 25-23        |

#### Classifica
| Pos. | Squadra                  | Pt | G  | V  | P  | SV | SP | Ratio | PF | PS | Ratio |
| ---- | ------------------------ | -- | -- | -- | -- | -- | -- | ----- | -- | -- | ----- |
| 1    | Indios de Mayagüez       | 44 | 20 | 16 | 4  |    |    |       |    |    |       |
| 2    | Patriotas de San Juan    | 42 | 20 | 14 | 6  |    |    |       |    |    |       |
| 3    | Caribes de San Sebastián | 41 | 20 | 14 | 6  |    |    |       |    |    |       |
| 4    | Mets de Guaynabo         | 31 | 20 | 10 | 10 |    |    |       |    |    |       |
| 5    | Cariduros de Fajardo     | 27 | 20 | 10 | 10 |    |    |       |    |    |       |
| 6    | Plataneros de Corozal    | 24 | 20 | 7  | 13 |    |    |       |    |    |       |
| 7    | Changos de Naranjito     | 22 | 20 | 7  | 13 |    |    |       |    |    |       |
| 8    | Gigantes de Carolina     | 9  | 20 | 2  | 18 |    |    |       |    |    |       |

| Ai play-off scudetto |

### Play-off scudetto

#### Quarti di finale

##### Girone A

###### Risultati
| Gara 1 |                          |     |                                   |
|        |                          |     |                                   |
| 02-01  | Mayagüez - San Sebastián | 3-2 | 25-23, 20-25, 25-21, 17-25, 15-11 |

| Gara 2 |                    |     |                            |
|        |                    |     |                            |
| 03-01  | Corozal - Mayagüez | 1-3 | 30-28, 24-26, 19-25, 18-25 |

| Gara 3 |                         |     |                            |
|        |                         |     |                            |
| 04-01  | San Sebastián - Corozal | 3-1 | 39-37, 25-20, 23-25, 25-21 |

| Gara 4 |                          |     |                            |
|        |                          |     |                            |
| 08-01  | San Sebastián - Mayagüez | 3-1 | 39-37, 25-20, 23-25, 25-21 |

| Gara 5 |                    |     |                     |
|        |                    |     |                     |
| 09-01  | Mayagüez - Corozal | 3-0 | 25-21, 28-26, 25-10 |

| Gara 6 |                         |     |                                   |
|        |                         |     |                                   |
| 10-01  | Corozal - San Sebastián | 2-3 | 30-28, 23-25, 18-25, 25-23, 14-16 |

###### Classifica
| Pos. | Squadra                  | Pt | G | V | P | SV | SP | Ratio | PF | PS | Ratio |
| ---- | ------------------------ | -- | - | - | - | -- | -- | ----- | -- | -- | ----- |
| 1    | Indios de Mayagüez       | 6  | 4 | 3 | 1 | 11 | 7  |       |    |    |       |
| 2    | Caribes de San Sebastián | 6  | 4 | 3 | 1 | 10 | 6  |       |    |    |       |
| 3    | Plataneros de Corozal    | 0  | 4 | 0 | 4 | 4  | 12 |       |    |    |       |

##### Girone B

###### Risultati
| Gara 1 |                     |     |                            |
|        |                     |     |                            |
| 02-01  | San Juan - Guaynabo | 1-3 | 20-25, 25-23, 23-25, 16-25 |

| Gara 2 |                    |     |                                   |
|        |                    |     |                                   |
| 03-01  | Fajardo - San Juan | 3-2 | 25-11, 14-25, 22-25, 27-25, 18-16 |

| Gara 3 |                    |     |                                   |
|        |                    |     |                                   |
| 04-01  | Guaynabo - Fajardo | 2-3 | 25-22, 22-25, 25-17, 25-27, 10-15 |

| Gara 4 |                     |     |                            |
|        |                     |     |                            |
| 08-01  | Guaynabo - San Juan | 1-3 | 25-22, 22-25, 21-25, 21-25 |

| Gara 5 |                    |     |                                   |
|        |                    |     |                                   |
| 09-01  | San Juan - Fajardo | 3-2 | 28-30, 25-18, 27-29, 25-22, 15-12 |

| Gara 6 |                    |     |                     |
|        |                    |     |                     |
| 10-01  | Fajardo - Guaynabo | 0-3 | 21-25, 21-25, 12-25 |

| \| Gara di spareggio \| \| \| \| \| \| \| \| \| \| 12-01 \| San Juan - Fajardo \| 3-2 \| 14-25, 25-22, 25-20, 24-26, 18-16 \| |                    |     |                                   |
| Gara di spareggio |                    |     |                                   |
| |                    |     |                                   |
| 12-01 | San Juan - Fajardo | 3-2 | 14-25, 25-22, 25-20, 24-26, 18-16 |

###### Classifica
| Pos. | Squadra               | Pt | G | V | P | SV | SP | Ratio | PF | PS | Ratio |
| ---- | --------------------- | -- | - | - | - | -- | -- | ----- | -- | -- | ----- |
| 1    | Mets de Guaynabo      | 4  | 4 | 2 | 2 | 9  | 7  |       |    |    |       |
| 2    | Patriotas de San Juan | 4  | 4 | 2 | 2 | 9  | 9  |       |    |    |       |
| 3    | Cariduros de Fajardo  | 4  | 4 | 2 | 2 | 8  | 10 |       |    |    |       |

#### Semifinali
|  | Semifinali               | Semifinali               | Semifinali               | Semifinali               | Semifinali               | Semifinali | Semifinali | Semifinali | Semifinali |  |  | Finale | Finale                   | Finale                   | Finale                   | Finale                   | Finale | Finale | Finale | Finale |  |
|  |                          |                          |                          |                          |                          |            |            |            |            |  |  |        |                          |                          |                          |                          |        |        |        |        |  |
|  | Indios de Mayagüez       | Indios de Mayagüez       | Indios de Mayagüez       | Indios de Mayagüez       | 1                        | 0          | 3          | 2          | 2          |  |  |        |                          |                          |                          |                          |        |        |        |        |  |
|  | Mets de Guaynabo         | Mets de Guaynabo         | Mets de Guaynabo         | Mets de Guaynabo         | 3                        | 3          | 1          | 3          | 3          |  |  | 3      | Caribes de San Sebastián | Caribes de San Sebastián | Caribes de San Sebastián | Caribes de San Sebastián | 2      | 2      | 0      | 0      |  |
|  | Patriotas de San Juan    | Patriotas de San Juan    | Patriotas de San Juan    | Patriotas de San Juan    | Patriotas de San Juan    | 1          | 0          | 0          | 2          |  |  | 4      | Mets de Guaynabo         | Mets de Guaynabo         | Mets de Guaynabo         | Mets de Guaynabo         | 3      | 3      | 3      | 3      |  |
|  | Caribes de San Sebastián | Caribes de San Sebastián | Caribes de San Sebastián | Caribes de San Sebastián | Caribes de San Sebastián | 3          | 3          | 3          | 3          |  |  |        |                          |                          |                          |                          |        |        |        |        |  |

| Gara 1 |                          |     |                            |
|        |                          |     |                            |
| 14-01  | Mayagüez - Guaynabo      | 1-3 | 20-25, 25-16, 22-25, 21-25 |
| 15-01  | San Juan - San Sebastián | 1-3 | 12-25, 25-21, 20-25, 24-26 |

| Gara 2 |                          |     |                     |
|        |                          |     |                     |
| 16-01  | Guaynabo - Mayagüez      | 3-0 | 27-25, 25-16, 25-22 |
| 17-01  | San Sebastián - San Juan | 3-0 | 25-22, 25-22, 25-22 |

| Gara 3 |                          |     |                            |
|        |                          |     |                            |
| 18-01  | Mayagüez - Guaynabo      | 3-1 | 25-19, 25-20, 19-25, 25-22 |
| 19-01  | San Juan - San Sebastián | 0-3 | 18-25, 15-25, 23-25        |

| Gara 4 |                          |     |                                   |
|        |                          |     |                                   |
| 20-01  | Guaynabo - Mayagüez      | 3-2 | 21-25, 22-25, 25-21, 25-20, 17-15 |
| 21-01  | San Sebastián - San Juan | 3-2 | 25-21, 25-21, 26-28, 22-25, 19-17 |

| \| Gara 5 \| \| \| \| \| \| \| \| \| \| 22-01 \| Mayagüez - Guaynabo \| 2-3 \| 25-23, 27-29, 25-22, 17-25, 12-15 \| |                     |     |                                   |
| Gara 5 |                     |     |                                   |
| |                     |     |                                   |
| 22-01 | Mayagüez - Guaynabo | 2-3 | 25-23, 27-29, 25-22, 17-25, 12-15 |

#### Finale
| Gara 1 |                          |     |                                   |
|        |                          |     |                                   |
| 24-01  | San Sebastián - Guaynabo | 2-3 | 25-23, 23-25, 25-19, 16-25, 12-15 |

| Gara 2 |                          |     |                                   |
|        |                          |     |                                   |
| 27-01  | Guaynabo - San Sebastián | 3-2 | 23-25, 22-25, 25-16, 25-17, 15-10 |

| Gara 3 |                          |     |                     |
|        |                          |     |                     |
| 29-01  | San Sebastián - Guaynabo | 0-3 | 21-25, 25-27, 13-25 |

| Gara 4 |                          |     |                     |
|        |                          |     |                     |
| 01-02  | Guaynabo - San Sebastián | 3-0 | 25-22, 25-12, 25-19 |

## Premi individuali
| Premio                   | Giocatrice        | Squadra               |
| ------------------------ | ----------------- | --------------------- |
| MVP della Regular Season | Juan Miguel Ruiz  | Patriotas de San Juan |
| MVP della Finale         | Ángel Pérez       | Mets de Guaynabo      |
| MVP dello All-Star Game  | Jorge López       | Changos de Naranjito  |
| Miglior palleggiatore    | Juan Miguel Ruiz  | Patriotas de San Juan |
| Miglior esordiente       | Francisco Vélez   | Patriotas de San Juan |
| Rising star              | Ramón Burgos      | Mets de Guaynabo      |
| Miglior ritorno          | Eduardo Hernández | Cariduros de Fajardo  |
| Miglior allenatore       | Jamille Torres    | Cariduros de Fajardo  |
| Miglior presidente       | Karimar Guilloty  | Indios de Mayagüez    |
| All-Star Team            | Juan Miguel Ruiz  | Patriotas de San Juan |
| All-Star Team            | Jorge López       | Changos de Naranjito  |
| All-Star Team            | Pablo Guzmán      | Mets de Guaynabo      |
| All-Star Team            | Juan Vázquez      | Changos de Naranjito  |
| All-Star Team            | Ramón Burgos      | Mets de Guaynabo      |
| All-Star Team            | Josué Núñez       | Patriotas de San Juan |
| All-Star Team            | José Mulero       | Patriotas de San Juan |